# Riedener Tuff
Riedener Tuff, auch Riedener Tuffgestein genannt, wird bei Rieden bei Mayen in der Vulkaneifel in einem Steinbruch im Bundesland Rheinland-Pfalz gebrochen. Es handelt sich um einen vulkanischen Tuff, der aus verfestigten vulkanischen Aschen entstand. Dieses Gestein entstand im Quartär.

## Geologie
Die Vulkaneifel wird in die Hocheifel, West- und die Osteifel eingeteilt. Die ältesten vulkanischen Ausbrüche fanden vor rund 45 bis 24 Millionen Jahren in der Hocheifel statt. In der Westeifel begann der Vulkanismus dann wieder vor 700.000 Jahren mit der Bildung von Schlackenkegeln und Maaren. In der Osteifel begann die vulkanische Aktivität vor 500.000 Jahren. Vor 450.000 bis 350.000 Jahren wurden im Bereich Rieden riesige Mengen von Bims und vulkanischer Asche ausgestoßen, wodurch mehrere Tuffe entstanden, darunter auch der Riedener Tuff. 
Der letzte große Vulkanausbruch in der Eifel ereignete sich vor etwa 13.000 Jahren am Laacher See. Danach gab es nur noch eine kleinere Eruption, die vor 11.000 Jahren zur Entstehung des Ulmener Maars führte.
Der Riedener Kessel liegt im Westen des Laacher Vulkanfeldes und die Größe dieses Tuff-Vorkommens erstreckt sich auf etwa 1,5 × 2,5 km. Abgebaut wird dieses Tuffgestein in einem Steinbruch im Thürer-Wald.

## Gesteinsbeschreibung und Mineralbestand
Beim Riedener Tuff handelt sich um einen fein- bis grobkörnigen, bläulichgrüngrauen Leucitit-Tuff mit einzelnen Komponenten bis zu einer Größe von 10 Millimetern.
Riedener Tuff hat 79 Prozent Festbestandteile, davon sind 32 Prozent Glas, opake und mikrolithische Bestandteile; die Gesteinsbruchstücke betragen 47 Prozent (Bims, Schiefer, Sandstein, Glas). 21 Prozent seines Mineralbestandes sind Augit, Leucit, Nephelin, Nosean, Sphen, opake Bestandteile; sein sichtbarer Porenraum beträgt 21 Prozent.

## Verwendung

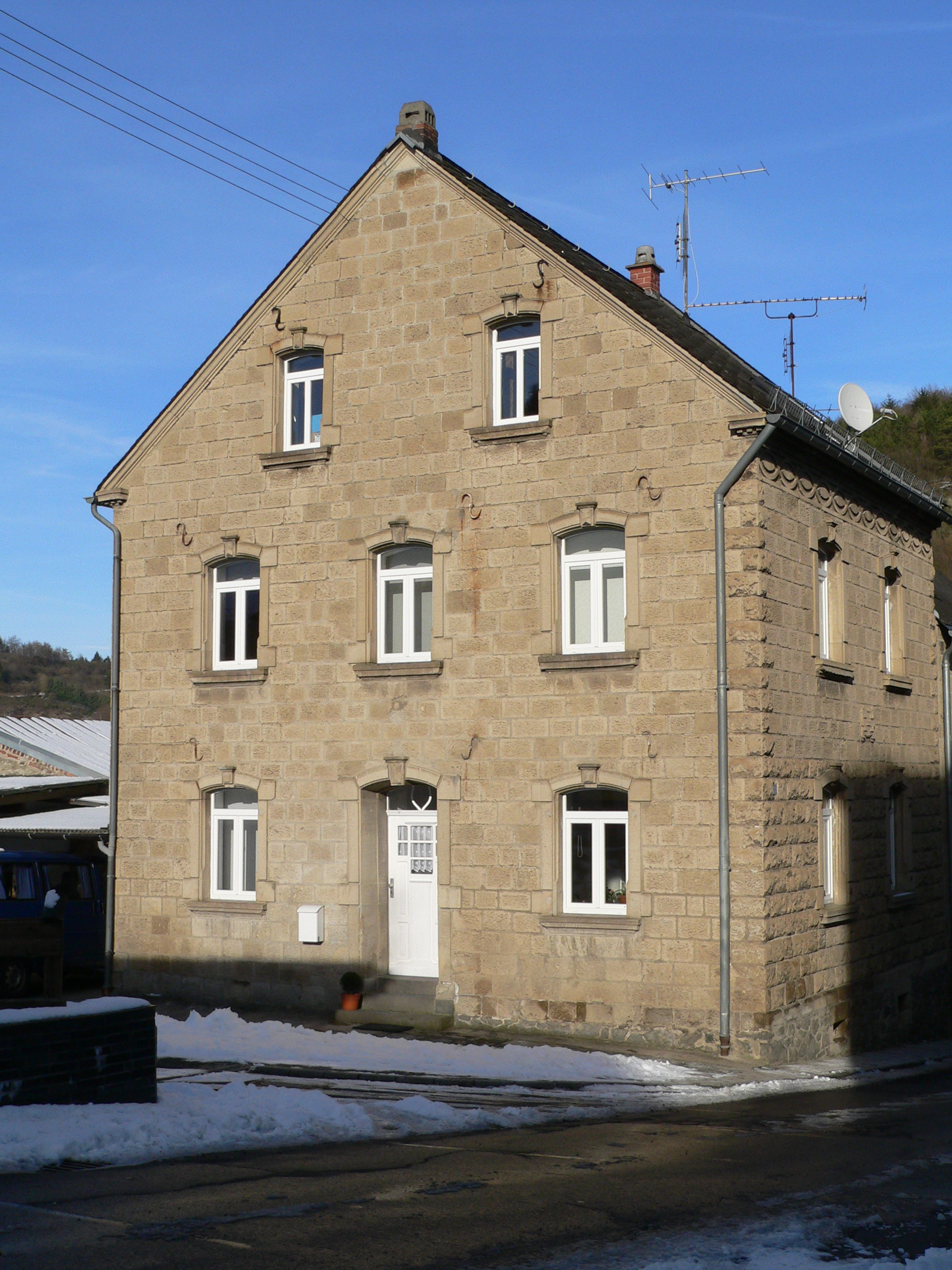
Typisches Riedener Tuffsteinhaus aus den 1920er Jahren

Verwendet wurde er als Massivbaustein, Treppen-, Boden- und Wandplatten, Fensterbänke, Grabmale und für die Steinbildhauerei. Er ist als Nutzgestein gut verwitterungsbeständig. Die Marienkapelle in Rieden und weitere Häuser dort bestehen aus diesem Gestein. Verwendet wird dieser Naturstein auch als Backofenstein und hierfür ist er aufgrund seiner Feuerfestigkeit und Wärmespeicherfähigkeit besonders geeignet.

## Ähnliche Gesteine
Ähnliche Gesteine befinden sich an anderen Orten in der Eifel. Der Riedener Tuff unterscheidet sich von dem hellbeigen Weiberner Tuff und Ettringer Tuff durch eine Grünfärbung.
- Weiberner Tuff, bei Weibern
- Ettringer Tuff, bei Ettringen
- Römertuff, bei Kruft